# Melanum tenebrosum
Melanum tenebrosum är en tvåvingeart som beskrevs av Spencer 1986. Melanum tenebrosum ingår i släktet Melanum och familjen fritflugor. Inga underarter finns listade i Catalogue of Life.